# キル・ポイント
『キル・ポイント』（原題：The Kill Point）はアメリカ・スパイクTVで2007年7・8月に放送されたテレビドラマ（海外ドラマ）。日本では2008年にWOWOW、2009年にスーパー!ドラマTVで放送された。2012年7月14日24時（2012年7月15日午前0時）からKBS京都で放送開始。

## 解説
武装した集団がピッツバーグのスリー・リヴァース銀行強盗に入る所から物語が始まる。犯行は成功したかに見えたが、たまたま居合わせたFBI職員が犯人グループに発砲した事で、通報により駆け付けた警官も加わっての銃撃戦になり、逃げ場のない彼らは銀行に戻り立てこもる事に。警察側の調べにより、彼らがイラク戦争の帰還兵である事が発覚する。そこに優秀な交渉人であるカリー警部が事件を担当、主犯格のミスター・ウルフと緻密な心理戦を交えた交渉を続ける一方で、犯人たちの過去を調べると意外な過去を持ち合わせていた…。

## 主な登場人物

### 銀行強盗
- ミスター・ウルフ（ジェイク・メンデス軍曹） … ジョン・レグイザモ（吹き替え：咲野俊介）
- ミスター・ラビット（ヘンリー・ローマン） … ジェレミー・デヴィッドソン（吹き替え：高瀬右光）
- ミスター・ピッグ（アルバート・ローマン） … フランク・グリロ（吹き替え：土田大）
- ミスター・マウス（マイケル） … レオ・フィッツパトリック（吹き替え：高塚正也）
- ミスター・キャット（マーシャル・オブライエン・ジュニア） … J・D・ウィリアムス（吹き替え：楠大典）
- ディーク

### 警察
- ホルスト・カリー警部 … ドニー・ウォルバーグ（吹き替え：山野井仁）
- コニー警部補 … ミシェル・ハイアット（吹き替え：斉藤恵理）
- トンレー … ウェイン・カサーマン（吹き替え：落合弘治）
- アブラミ … マイケル・マッグローン（吹き替え：古澤徹）
- SWAT隊員 ホーク … マイケル・ホーガン
- SWAT隊員 ジング … ジョン・ホーキンソン
- SWATスナイパー クインシー … マイケル・K・ウィリアムス

### 人質
- アシュレー・ベック … クリスティーン・エヴァンジェリスタ（吹き替え：上田純子）
- エイブ・シェルトン … ジェフリー・カンター
- クロエ … ジェニファー・フェリン（吹き替え：橘凜）
- バーナード … ビンゴ・オマリー
- ロッコ … アダム・カンター（吹き替え：御園行洋）
- リロイ・バーンズ … ライアン・サンズ
- テディ … ピーター・アペル
- ロビー … イーサン・ローゼンフェルド

### その他
- アラン・ベック … トビン・ベル（吹き替え：千田光男）

## エピソードタイトル
|   | タイトル             | 原題                               | 放送日（アメリカ） | 放送日（日本） |
| - | -------------------- | ---------------------------------- | ------------------ | -------------- |
| 1 | 宣戦布告             | "Who's Afraid of Mr. Wolf, Part 1" | 2007年7月22日      | 2008年5月10日  |
| 2 | 完全包囲             | "Who's Afraid of Mr. Wolf, Part 2" | 2007年7月22日      | 2008年5月10日  |
| 3 | 交渉人               | "No Meringue"                      | 2007年7月29日      | 2008年5月11日  |
| 4 | 人質解放             | "Pro Patria"                       | 2007年8月5日       | 2008年5月11日  |
| 5 | 面会時間             | "Visiting Hours"                   | 2007年8月12日      | 2008年5月17日  |
| 6 | 大脱走               | "The Great Ape Escape"             | 2007年8月19日      | 2008年5月17日  |
| 7 | 兵士の反乱           | "The Devil's Zoo, Part 1"          | 2007年8月26日      | 2008年5月18日  |
| 8 | 我が分隊よ、永遠なれ | "The Devil's Zoo, Part 2"          | 2007年8月26日      | 2008年5月18日  |